# Taylors
Taylors è un census-designated place (CDP) degli Stati Uniti d'America, situato in Carolina del Sud, nella contea di Greenville.